# Inflikted
Inflikted je debitantski studijski album metal sastava Cavalera Conspiracy, objavljen 24. ožujka 2008. pod izdavačkom kućom Roadrunner Records.
Sniman je u srpnju 2007. u studiju Undercity u Los Angelesu, a uz Maxa Cavaleru, koproducent je i bivši gitarist Soulflyja i Machine Heada, Logan Mader. Na albumu gostuju bivši basist Pantere, Rex Brown te Maxov pastorak Ritchie Cavalera. Za pjesmu "Sanctuary" napravljena su dva spota, od kojih je jedan cenzurirana verzija.

## Popis pjesama
Tekstovi i glazba: Max Cavalera, osim pjesmi "Black Ark" kojej tekst pisao je s Ritchieom Cavalerom. 
| 1.    | »Inflikted«             | 4:32 |
| 2.    | »Sanctuary«             | 3:32 |
| 3.    | »Terrorize«             | 3:37 |
| 4.    | »Dark Ark«              | 4:54 |
| 5.    | »Ultra-Violent«         | 3:47 |
| 6.    | »Hex«                   | 2:37 |
| 7.    | »The Doom of All Fires« | 2:12 |
| 8.    | »Bloodbrawl«            | 5:41 |
| 9.    | »Nevertrust«            | 2:22 |
| 10.   | »Hearts Of Darkness«    | 4:29 |
| 11.   | »Must Kill«             | 4:50 |
| 43:31 |                         |      |

| 1. | »The Exorcist« (obrada pjesme Possesseda) | 3:26 |
| 2. | »In Conspiracy«                           | 3:51 |

## Top liste
| Top lista (2008.) | Pozicija |
| ----------------- | -------- |
| Billboard 200     | 72.      |

## Zasluge
| Cavalera Conspiracy - Max Cavalera – vokal, ritam gitara, produkcija - Iggor Cavalera – bubnjevi, udaraljke, outro pjesmi "Must Kill", logotip - Joe Duplantier – bas-gitara, ritam gitara (na 1., 4. i 5. pjesmi), vokal (na 4. i 5. pjesmi) - Marc Rizzo – gitara, prateći vokal (na pjesmi "Sanctuary") Dodatni glazbenici - Rex Brown – bas-gitara (na pjesmi "Ultra-Violent") - Ritchie Cavalera – vokal (na pjesmi "Black Ark"), tekst pjesmi "Black Ark" | Ostalo osoblje - Kevin Estrada – fotografije - Charles Dooher – kreatovni smjer - Jens Howorka – fotografije - Santiago Marotto – fotografije - Sandrine Pelletier – umjetnički smjer - Laima Leyton – outro pjesmi "Must Kill", logotip - Logan Mader – produkcija, miks, inženjer zvuka, mastering |